# Hradiště (district de Rokycany)
Pour les articles homonymes, voir Hradiště.
Hradiště (en allemand : Hradischt) est une commune du district de Rokycany, dans la région de Plzeň, en République tchèque. Sa population s'élevait à 36 habitants en 2021.

## Géographie
Hradiště se trouve à 27 km au nord-nord-est de Rokycany, à 36 km au nord-est de Plzeň et à 54 km à l'ouest-sud-ouest de Prague.
La commune est limitée par la Berounka et les communes de Slabce et Hřebečníky (district de Rakovník) au nord, par Čilá à l'est et par Podmokly au sud et à l'ouest.

## Histoire
La première mention écrite du village date de 1318.

## Galerie

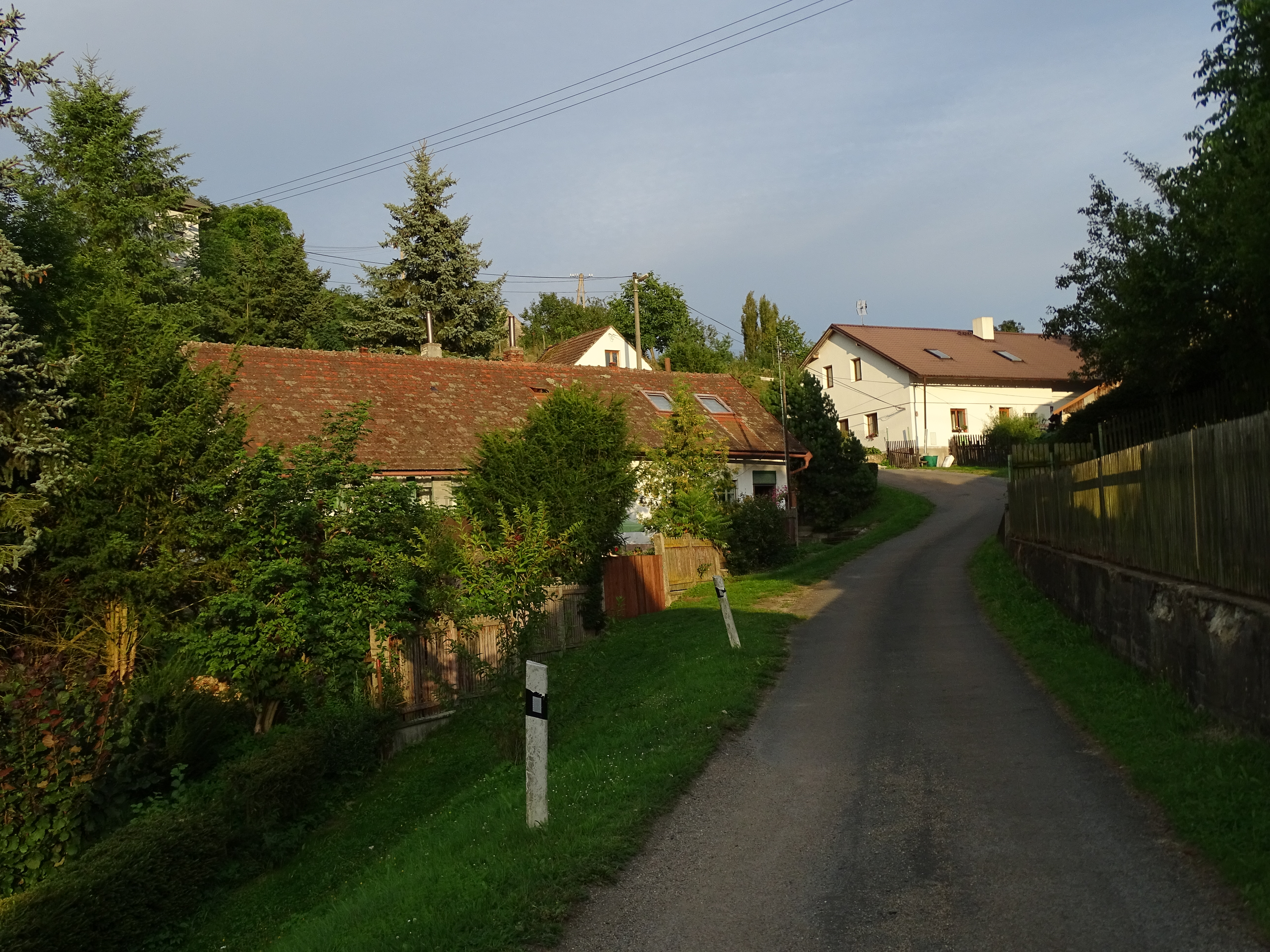
Une rue de Hradiště.
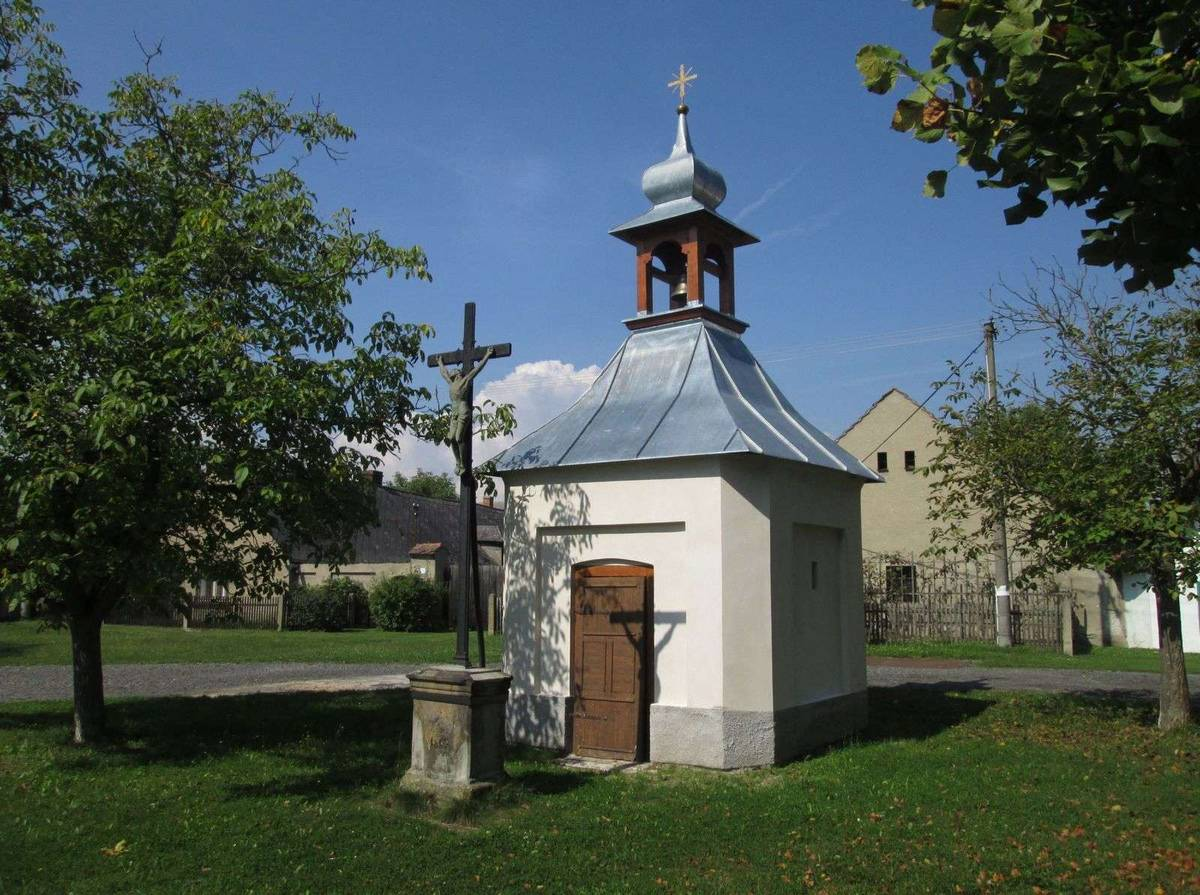
Chapelle à Hradiště.

## Transports
Par la route, Hradiště trouve à 33 km de Rokycany, à 45 km de Plzeň et à 69 km de Prague. 